# Campeonato de Alemania de hockey sobre patines
El Campeonato de Alemania de hockey sobre patines es una competición que se disputa a nivel nacional en Alemania anualmente, desde 1905 en la modalidad de Liga, y además desde 1986 en la modalidad de Copa. Es una de las competiciones más antiguas del mundo en este deporte, y solamente se ha suspendido durante las guerras mundiales y la pandemia del Covid-19. Está abierto a la participación de todos los clubes alemanes inscritos en la Federación Alemania de Hockey y Patinaje (FIHP), y además permite participar por invitación a algunos clubes de países vecinos como Holanda o Austria.

## Competición de Liga
La competición de liga se disputa en tres niveles, enlazados entre sí por un sistema de ascensos y descensos, en virtud de la clasificación obtenida al final de cada temporada:
- Primer nivel: 1.Bundesliga. Compuesta por doce equipos. En la temporada 2016/17 militaban en la máxima categoría nueve equipos de Renania del Norte-Westfalia, uno de Hesse, otro de la Baja Sajonia y el restante es un club holandés (Valkenswaardse RC).
- Segundo nivel: 2.Bundesliga. Compuesta por ocho equipos.
- Tercer nivel: Regionalliga. Dividida en cuatro grupos -Norte, Sur, Este y Oeste- de cuatro o cinco equipos cada uno, uno de los cuales es un club austriaco (Montforts Knight Feldkirch).
- Cuarto nivel: Landesliga. Se disputan tres competiciones estatales: Hesse, Baja Sajonia y Nordeste.

### Historial de la Rollhockey Bundesliga
| Ed.      | Año  | Tabla de clasificaciones | Tabla de clasificaciones | Tabla de clasificaciones | Tabla de clasificaciones |
| Ed.      | Año  | Campeón                  | Subcampeón               | Tercer clasificado       | Cuarto clasificado       |
| -------- | ---- | ------------------------ | ------------------------ | ------------------------ | ------------------------ |
| I        | 1905 | RSC Berlín               |                          |                          |                          |
| II       | 1906 | RSC Berlín               |                          |                          |                          |
| III      | 1907 | RSC Berlín               |                          |                          |                          |
| IV       | 1908 | RSC Berlín               |                          |                          |                          |
| V        | 1909 | RSK Breslau              |                          |                          |                          |
| VI       | 1910 | RSK Breslau              |                          |                          |                          |
| VII      | 1911 | RSK Breslau              |                          |                          |                          |
| VIII     | 1912 | RSK Breslau              |                          |                          |                          |
| IX       | 1913 | RSK Breslau              |                          |                          |                          |
| X        | 1914 | RSK Breslau              |                          |                          |                          |
| XI       | 1919 | RSK Breslau              |                          |                          |                          |
| XII      | 1920 | ERSC Stuttgart           |                          |                          |                          |
| XIII     | 1921 | RSC Berlín               |                          |                          |                          |
| XIV      | 1922 | SVR Berlín               |                          |                          |                          |
| XV       | 1923 | ERSC Stuttgart           | F. C. Núremberg          |                          |                          |
| XVI      | 1924 | F. C. Núremberg          |                          |                          |                          |
| XVII     | 1925 | F. C. Núremberg          |                          |                          |                          |
| XVIII    | 1926 | F. C. Núremberg          |                          |                          |                          |
| XIX      | 1927 | RSEV Stuttgart           |                          |                          |                          |
| XIX      | 1928 | RSEV Stuttgart           |                          |                          |                          |
| XX       | 1929 | RSEV Stuttgart           |                          |                          |                          |
| XXI      | 1930 | F. C. Núremberg          |                          |                          |                          |
| XXII     | 1931 | SSRC Stuttgart           | F. C. Núremberg          |                          |                          |
| XXIII    | 1932 | F. C. Núremberg          | SSRC Stuttgart           |                          |                          |
| XXIII    | 1933 | SSRC Stuttgart           |                          |                          |                          |
| XXIV     | 1934 | SSRC Stuttgart           | Núremberg RuEC           | HG Núremberg             |                          |
| XXV      | 1935 | SSRC Stuttgart           | Núremberg RuEC           | Berliner RuSC Westen     |                          |
| XXVI     | 1936 | SSRC Stuttgart           | Berliner RuSC Westen     | Núremberg RuEC           |                          |
| XXVII    | 1937 | F. C. Núremberg          | SSRC Stuttgart           | TG Núremberg             |                          |
| XXVIII   | 1938 | F. C. Núremberg          | SSRC Stuttgart           | SSPgg Frankfurt          | Post-SV Núremberg        |
| XXIX     | 1939 | F. C. Núremberg          | Lindenhos Berlín         |                          |                          |
| XXX      | 1940 | F. C. Núremberg          | SSRC Stuttgart           |                          |                          |
| XXXI     | 1941 | F. C. Núremberg          | SSRC Stuttgart           | Breslauer REV            |                          |
| XXXII    | 1942 | F. C. Núremberg          |                          |                          | Breslauer REV            |
| XXXIII   | 1947 | SSRC Stuttgart           |                          |                          |                          |
| XXIV     | 1948 | SSRC Stuttgart           |                          |                          |                          |
| XXXV     | 1949 | RESG Walsum Duisburg     |                          |                          |                          |
| XXXVI    | 1950 | TuS Eintracht Dortmund   | RESG Walsum Duisburg     | F. C. Núremberg          |                          |
| XXXVII   | 1951 | SpVgg Herten             | SSRC Stuttgart           | TSG Darmstadt            |                          |
| XXXVIII  | 1952 | RESG Walsum Duisburg     |                          |                          |                          |
| XXXIX    | 1953 | RESG Walsum Duisburg     | SpVgg Herten             | SSRC Stuttgart           | TSG Darmstadt            |
| XL       | 1954 | RESG Walsum Duisburg     | SSRC Stuttgart           |                          |                          |
| XLI      | 1955 | SpVgg Herten             |                          |                          |                          |
| XLII     | 1956 | SpVgg Herten             | RESG Walsum Duisburg     |                          |                          |
| XLIII    | 1957 | SpVgg Herten             | ERC Stuttgart            | RESG Walsum Duisburg     |                          |
| XLIV     | 1958 | SSRC Stuttgart           |                          |                          |                          |
| XLV      | 1959 | SSRC Stuttgart           |                          |                          |                          |
| XLVI     | 1960 | TSG Darmstadt            |                          |                          |                          |
| XLVII    | 1961 | SpVgg Herten             |                          |                          |                          |
| XLVIII   | 1962 | TSG Darmstadt            |                          |                          |                          |
| XLIX     | 1963 | TSG Darmstadt            |                          |                          |                          |
| L        | 1964 | SpVgg Herten             |                          |                          |                          |
| LI       | 1965 | SpVgg Herten             |                          |                          |                          |
| LII      | 1966 | TSG Darmstadt            |                          |                          |                          |
| LIII     | 1967 | VfL Marl-Hüls            |                          |                          |                          |
| LIV      | 1968 | IGR Remscheid            |                          |                          |                          |
| LV       | 1969 | IGR Remscheid            |                          |                          |                          |
| LVI      | 1970 | SpVgg Herten             |                          |                          |                          |
| LVII     | 1971 | RESG Walsum Duisburg     |                          |                          |                          |
| LVIII    | 1972 | RESG Walsum Duisburg     | ERG Iserlohn             |                          |                          |
| LIX      | 1973 | RESG Walsum Duisburg     | ERG Iserlohn             |                          |                          |
| LX       | 1974 | RESG Walsum Duisburg     |                          |                          |                          |
| LXI      | 1975 | RESG Walsum Duisburg     | ERG Iserlohn             |                          |                          |
| LXII     | 1976 | ERG Iserlohn             |                          |                          |                          |
| LXIII    | 1977 | ERG Iserlohn             |                          |                          |                          |
| LXIV     | 1978 | IGR Remscheid            | ERG Iserlohn             |                          |                          |
| LXV      | 1979 | SpVgg Herten             |                          |                          |                          |
| LXVI     | 1980 | RSC Cronenberg Wuppertal | SpVgg Herten             | TGS Ober-Ramstadt        | RESG Walsum Duisburg     |
| LXVII    | 1981 | RESG Walsum Duisburg     | RSC Cronenberg Wuppertal | TGS Ober-Ramstadt        | SpVgg Herten             |
| LXVIII   | 1982 | RSC Cronenberg Wuppertal | RESG Walsum Duisburg     | RSC Darmstadt            | TGS Ober-Ramstadt        |
| LXIX     | 1983 | TGS Ober-Ramstadt        |                          |                          |                          |
| LXX      | 1984 | RSC Cronenberg Wuppertal | RESG Walsum Duisburg     | RSC Darmstadt            |                          |
| LXV      | 1985 | RESG Walsum Duisburg     | ERG Iserlohn             |                          |                          |
| LXVI     | 1986 | ERG Iserlohn             | RSC Darmstadt            | TGS Ober-Ramstadt        |                          |
| LXVII    | 1987 | RESG Walsum Duisburg     | RSC Darmstadt            | RSC Cronenberg Wuppertal | TGS Ober-Ramstadt        |
| LXVIII   | 1988 | RSC Darmstadt            | RSC Cronenberg Wuppertal | GRSC Mönchengladbach     | IGR Remscheid            |
| LXIX     | 1989 | RESG Walsum Duisburg     | RSC Cronenberg Wuppertal | GRSC Mönchengladbach     | RSC Darmstadt            |
| LXX      | 1990 | RESG Walsum Duisburg     | GRSC Mönchengladbach     | IGR Remscheid            | RSC Cronenberg Wuppertal |
| LXXI     | 1991 | RESG Walsum Duisburg     | RSC Cronenberg Wuppertal | ERG Iserlohn             | GRSC Mönchengladbach     |
| LXXII    | 1992 | IGR Remscheid            | RSV Weil                 | GRSC Mönchengladbach     | ERG Iserlohn             |
| LXXIII   | 1993 | RSV Weil                 | IGR Remscheid            | RESG Walsum Duisburg     | RSC Cronenberg Wuppertal |
| LXXIV    | 1994 | IGR Remscheid            | RSV Weil                 | RESG Walsum Duisburg     | TuS Düsseldorf-Nord      |
| LXXV     | 1995 | RSV Weil                 | TuS Düsseldorf-Nord      | RSC Cronenberg Wuppertal | RESG Walsum Duisburg     |
| LXXVI    | 1996 | RSC Cronenberg Wuppertal | RSV Weil                 | RESG Walsum Duisburg     | TuS Düsseldorf-Nord      |
| LXXVII   | 1997 | TuS Düsseldorf-Nord      | RSC Cronenberg Wuppertal | RSV Weil                 |                          |
| LXXVIII  | 1998 | RSC Cronenberg Wuppertal | RSV Weil                 | TuS Düsseldorf-Nord      |                          |
| LXXIX    | 1999 | RESG Walsum Duisburg     | RSC Cronenberg Wuppertal | RSV Weil                 | ERG Iserlohn             |
| LXXX     | 2000 | RSV Weil                 | RESG Walsum Duisburg     | RSC Cronenberg Wuppertal | RSC Darmstadt            |
| LXXXI    | 2001 | RSC Cronenberg Wuppertal | RESG Walsum Duisburg     | RSV Weil                 | TuS Düsseldorf-Nord      |
| LXXXII   | 2002 | RSC Cronenberg Wuppertal | RESG Walsum Duisburg     | TuS Düsseldorf-Nord      | IGR Remscheid            |
| LXXXIII  | 2003 | RSC Cronenberg Wuppertal | RSV Weil                 | ERG Iserlohn             | RESG Walsum Duisburg     |
| LXXXIV   | 2004 | RSV Weil                 | ERG Iserlohn             | RSC Cronenberg Wuppertal | RESG Walsum Duisburg     |
| LXXXV    | 2005 | RSC Cronenberg Wuppertal | ERG Iserlohn             | RESG Walsum Duisburg     | IGR Remscheid            |
| LXXXVI   | 2006 | ERG Iserlohn             | RSC Cronenberg Wuppertal | TuS Düsseldorf-Nord      | IGR Remscheid            |
| LXXXVII  | 2007 | RSC Cronenberg Wuppertal | ERG Iserlohn             | SK Germania Herringen    | IGR Remscheid            |
| LXXXVIII | 2008 | ERG Iserlohn             | RSC Cronenberg Wuppertal | SK Germania Herringen    | RESG Walsum Duisburg     |
| LXXXIX   | 2009 | ERG Iserlohn             | SK Germania Herringen    | RESG Walsum Duisburg     | RSC Cronenberg Wuppertal |
| XC       | 2010 | RSC Cronenberg Wuppertal | ERG Iserlohn             | SK Germania Herringen    | RESG Walsum Duisburg     |
| XCI      | 2011 | RSC Cronenberg Wuppertal | ERG Iserlohn             | SK Germania Herringen    | RESG Walsum Duisburg     |
| XCII     | 2012 | RSC Cronenberg Wuppertal | ERG Iserlohn             | IGR Remscheid            | TSG Darmstadt            |
| XCIII    | 2013 | SK Germania Herringen    | ERG Iserlohn             | RSC Cronenberg Wuppertal | IGR Remscheid            |
| XCIV     | 2014 | SK Germania Herringen    | RSC Cronenberg Wuppertal | ERG Iserlohn             | IGR Remscheid            |
| XCV      | 2015 | ERG Iserlohn             | SK Germania Herringen    | RESG Walsum Duisburg     | TuS Düsseldorf-Nord      |
| XCVI     | 2016 | ERG Iserlohn             | SK Germania Herringen    | RESG Walsum Duisburg     | TuS Düsseldorf-Nord      |
| XCVII    | 2017 | ERG Iserlohn             | IGR Remscheid            | RESG Walsum Duisburg     | SK Germania Herringen    |
| XCVIII   | 2018 | SK Germania Herringen    | TuS Düsseldorf-Nord      | IGR Remscheid            | TSG Darmstadt            |
| XCIX     | 2019 | SK Germania Herringen    | IGR Remscheid            | TuS Düsseldorf-Nord      | TSG Darmstadt            |
| C        | 2020 | SK Germania Herringen    | TuS Düsseldorf-Nord      | RESG Walsum Duisburg     | RSC Cronenberg Wuppertal |
| CI       | 2022 | SK Germania Herringen    | RSC Cronenberg Wuppertal | RESG Walsum Duisburg     | IGR Remscheid            |
| CII      | 2023 | SK Germania Herringen    | RESG Walsum Duisburg     | RSC Cronenberg Wuppertal | TuS Düsseldorf-Nord      |
| CIII     | 2024 | SK Germania Herringen    | TuS Düsseldorf-Nord      | RSC Cronenberg Wuppertal | Hülser SV Krefeld        |
| CIV      | 2025 | SK Germania Herringen    | RSC Cronenberg Wuppertal | TuS Düsseldorf-Nord      | RESG Walsum Duisburg     |

## Competición de Copa
| I      | 1986 | RSC Darmstadt            | RESG Walsum Duisburg     |
| II     | 1987 | GRSC Mönchengladbach     | RSC Cronenberg Wuppertal |
| III    | 1988 | GRSC Mönchengladbach     | TuS Düsseldorf-Nord      |
| IV     | 1989 | RSC Darmstadt            | IGR Remscheid            |
| V      | 1990 | RSC Cronenberg Wuppertal | TuS Eintracht Dortmund   |
| VI     | 1992 | RSC Cronenberg Wuppertal | GRSC Mönchengladbach     |
| VII    | 1993 | RESG Walsum Duisburg     | RSV Weil                 |
| VIII   | 1994 | RESG Walsum Duisburg     | TuS Düsseldorf-Nord      |
| IX     | 1995 | RSV Weil                 | RESG Walsum Duisburg     |
| X      | 1996 | RESG Walsum Duisburg     | TuS Düsseldorf-Nord      |
| XI     | 1997 | RSC Cronenberg Wuppertal | TuS Düsseldorf-Nord      |
| XII    | 1998 | RSV Weil                 | RSC Cronenberg Wuppertal |
| XIII   | 1999 | RSC Cronenberg Wuppertal | RSC Darmstadt            |
| XIV    | 2000 | RSV Weil                 |                          |
| XV     | 2001 | RSC Cronenberg Wuppertal | RSC Darmstadt            |
| XVI    | 2002 | RSC Cronenberg Wuppertal | RSV Weil                 |
| XVII   | 2003 | RESG Walsum Duisburg     | RSV Weil                 |
| XVIII  | 2004 | ERG Iserlohn             | RSC Cronenberg Wuppertal |
| XIX    | 2005 | ERG Iserlohn             | RESG Walsum Duisburg     |
| XX     | 2006 | RSC Cronenberg Wuppertal | TuS Düsseldorf-Nord      |
| XXI    | 2007 | SK Germania Herringen    | RSC Cronenberg Wuppertal |
| XXII   | 2008 | RSC Cronenberg Wuppertal | RESG Walsum Duisburg     |
| XXIII  | 2009 | ERG Iserlohn             | SK Germania Herringen    |
| XIV    | 2010 | RSC Cronenberg Wuppertal | RESG Walsum Duisburg     |
| XXV    | 2011 | ERG Iserlohn             | IGR Remscheid            |
| XXVI   | 2012 | ERG Iserlohn             | RSC Cronenberg Wuppertal |
| XXVII  | 2013 | ERG Iserlohn             | SK Germania Herringen    |
| XXVIII | 2014 | SK Germania Herringen    | ERG Iserlohn             |
| XXIX   | 2015 | RSC Cronenberg Wuppertal | SK Germania Herringen    |
| XXX    | 2016 | IGR Remscheid            | SK Germania Herringen    |
| XXXI   | 2017 | SK Germania Herringen    | TuS Düsseldorf-Nord      |
| XXXII  | 2018 | SK Germania Herringen    | ERG Iserlohn             |
| XXXIII | 2019 | RSC Cronenberg Wuppertal | IGR Remscheid            |
| XXXIV  | 2022 | SK Germania Herringen    | IGR Remscheid            |
| XXXV   | 2023 | SK Germania Herringen    | RSC Cronenberg Wuppertal |
| XXXVI  | 2024 | RESG Walsum Duisburg     | RSC Cronenberg Wuppertal |
| XXXVII | 2025 | RSC Cronenberg Wuppertal | TuS Düsseldorf-Nord      |

## Palmarés
| Equipo                   | Títulos | Liga | Copa |
| ------------------------ | ------- | ---- | ---- |
| RSC Cronenberg Wuppertal | 25      | 13   | 12   |
| RESG Walsum Duisburg     | 21      | 16   | 5    |
| ERG Iserlohn             | 15      | 9    | 6    |
| SK Germania Herringen    | 15      | 9    | 6    |
| SSRC Stuttgart           | 14      | 14   |      |
| F. C. Núremberg          | 11      | 11   |      |
| SpVgg Herten             | 9       | 9    |      |
| RSK Breslau              | 7       | 7    |      |
| RSV Weil                 | 7       | 4    | 3    |
| IGR Remscheid            | 6       | 5    | 1    |
| RSC Berlín               | 5       | 5    |      |
| TSG Darmstadt            | 4       | 4    |      |
| RSC Darmstadt            | 3       | 1    | 2    |
| GRSC Mönchengladbach     | 2       |      | 2    |
| TuS Düsseldorf-Nord      | 1       | 1    |      |
| SVR Berlín               | 1       | 1    |      |
| TuS Eintracht Dortmund   | 1       | 1    |      |
| VfL Marl-Hüls            | 1       | 1    |      |
| TGS Ober-Ramstadt        | 1       | 1    |      |
| Total                    | 149     | 112  | 37   |

| Estado                          | Títulos | Liga | Copa |
| ------------------------------- | ------- | ---- | ---- |
| Renania del Norte-Westfalia (9) | 96      | 64   | 32   |
| Baden-Wurtemberg (2)            | 21      | 18   | 3    |
| Baviera (1)                     | 11      | 11   |      |
| Hesse (3)                       | 8       | 6    | 2    |
| Silesia (1)                     | 7       | 7    |      |
| Berlín (2)                      | 6       | 6    |      |
| Total                           | 149     | 112  | 37   |

- Datos: Q2948922